# Rosalinda
Rosalinda er en mexicansk tv-serie fra 1999. Hovedrollerne spilles af henholdsvis Thalía (Rosalinda Pérez Romero/Rosalinda del Castillo de Altamirano/Paloma Dοrantes), Fernando Carrillo (Fernando José Altamirano del Castillo), Angélica María (Soledad Martha Romero) og Lupita Ferrer (Doña Valeria del Castillo).